# Rivisondoli
Rivisondoli là một đô thị thuộc tỉnh L'Aquila trong vùng Abruzzo của Ý. Ý. Đô thị này có diện tích 31 km², dân số năm 2001 là 686 người. Các đô thị giáp ranh gồm: Barrea, Castel di Sangro, Pescocostanzo, Rocca Pia, Roccaraso, Scanno